# Krîvobokove, Pokrovske
Krîvobokove (în ucraineană Кривобокове) este un sat în comuna Orlî din raionul Pokrovske, regiunea Dnipropetrovsk, Ucraina.

## Demografie
Componența lingvistică a localității Krîvobokove
     Ucraineană (90,24%)
     Rusă (9,76%)
Conform recensământului din 2001, majoritatea populației localității Krîvobokove era vorbitoare de ucraineană (90,24%), existând în minoritate și vorbitori de rusă (9,76%).